# 新特倫頓 (印第安納州)
新特倫頓（英語：New Trenton）是位於美國印地安納州富蘭克林縣的一個人口普查指定地區。

## 人口
根據2010年美國人口普查的數據，新特倫頓的面積為1.10平方千米，當中陸地面積為1.10平方千米，而水域面積為0.00平方千米。當地共有人口252人，而人口密度為每平方千米229.09人。